# Jeremitt Towani
Jeremitt Towani a Csillagok háborúja elképzelt univerzumának egyik ember szereplője.

## Leírása
Jeremitt Towani az emberek fajába tartozó férfi, Catarine Towani férje, valamint Mace és Cindel édesapja. Bőre fehér, a haja szürkülő fekete. Szemszíne barna.

## Élete
Az Endor holdra Y. u. 3-ban került el. Családjának űrhajója lezuhant erre a holdra. A zuhanás után őt és feleségét, Catarine-t elrabolta egy gorax, de a gyerekeiknek sikerült elmenekülniük; akik napok múlva az ewokok segítségével kiszabadították őket. Miután a gorax elpusztult, a Towani család újból egyesült, de csak rövid időre, legfeljebb néhány hónapra, mert miután a Towani szülők majdnem megjavították az űrhajót, sanyassan kalózok rájuk támadtak; a támadás alatt először megölik Catarine-t és fiát, Mace-t, utána pedig miközben menekíteni próbálja kislányát, Cindelt, Jeremittet hátba lövik, de ő nem hal meg azonnal. A sanyassanok előbb faggatni kezdik, az általuk varázstárgynak vélt hiperhajtómotorról. Jeremitt aztán a kínzásba hal bele. E férfi egyetlen életben maradt rokonát, Cindelt és a Világos fa falu számos lakosát a sanyassanok elrabolják.

## Megjelenése a filmekben, könyvekben
Jeremitt az Endor erdőholdján történő két tévéfilm hősnőjének, Cindelnek az apja. A filmek címei: „A bátrak karavánja” (The Ewok Adventure) és a „Harc az Endor bolygón” (Ewoks: The Battle for Endor).
Az első filmben Jeremitt Towanit Guy Boyd, a második filmben pedig Paul Gleason alakítja.

## Fordítás
- Ez a szócikk részben vagy egészben a Jeremitt Towani című Wookieepedia-szócikk fordítása. Az eredeti cikk szerkesztőit annak laptörténete sorolja fel.